# عبيد أبو شريدة
عبيد أبو شريدة (مواليد 23 فبراير 1997) هو لاعب كرة قدم قطري يلعب في خط الدفاع.
لعب سابقاً في نادي الجيش ونادي المرخية ونادي الشحانية.